# Dimona
Dimona (em hebraico: דִּימוֹנָה) é uma cidade localizada no deserto de Negev, no sul de Israel, aproximadamente 36 km a sudeste de Be'er Sheva e 30 minutos do Mar Morto. Fundada em 1955, a cidade desempenha um papel significativo como centro industrial e residencial na região.

## Etimologia
O nome "Dimona" deriva de uma cidade mencionada na Bíblia Hebraica, especificamente no Livro de Josué (15:21–22), como parte da herança da tribo de Judá.

## História
Dimona foi estabelecida em 1955 como um centro residencial para trabalhadores das Indústrias do Mar Morto em Sedom e das minas de fosfato em Oron. A localização foi escolhida devido à sua elevação de aproximadamente 600 metros acima do nível do mar, proporcionando noites mais frescas no clima desértico. Inicialmente planejada para abrigar cerca de 5.000 pessoas, a população cresceu rapidamente, e a cidade recebeu status municipal em 1969. Encyclopedia Britannica+1Encyclopedia.com+1
Durante as décadas de 1980 e 1990, Dimona experimentou um crescimento populacional significativo devido à imigração de judeus da antiga União Soviética e da Etiópia. Jewish Virtual Library

## Arqueologia
A região de Dimona possui vestígios arqueológicos que remontam ao Paleolítico Médio. O sítio Nahal Dimona 24 é um abrigo rochoso datado entre 50.000 e 60.000 anos atrás, sendo o primeiro do tipo identificado e escavado na região árida do Negev. PaleoAnthropology
Em 2005, escavações preventivas revelaram cinco sítios da Idade do Bronze Intermediária nas colinas ao norte de Dimona, indicando ocupações humanas antigas na área. Antiquities
Em abril de 2025, uma operação conjunta entre a polícia israelense e a Autoridade de Antiguidades de Israel resultou na apreensão de centenas de artefatos arqueológicos, incluindo moedas antigas, pontas de flecha e lâmpadas de óleo da Idade do Ferro, na residência de um morador de Dimona. The Jerusalem Post

## Demografia
Em 2025, a população estimada de Dimona é de aproximadamente 35.702 habitantes, tornando-a a terceira maior cidade do Negev.  A cidade abriga uma comunidade diversificada, incluindo judeus de origem marroquina, imigrantes da antiga União Soviética e da Etiópia, bem como os Hebreus Negros Israelitas, uma comunidade afro-americana que se estabeleceu em Dimona na década de 1960, reivindicando descendência das tribos de Israel. AP News+6World Population Review+6Wikipedia+6Explanders

## Economia
Dimona possui uma economia diversificada, com destaque para as indústrias têxtil, de porcelana e mineração. A cidade também está próxima do Centro de Pesquisa Nuclear do Negev, que inclui um reator de pesquisa e instalações para descarte de resíduos nucleares. Encyclopedia Britannica

## Transporte
A cidade é conectada à malha ferroviária nacional por uma linha que liga Dimona a Be'er Sheva, facilitando o transporte de passageiros e mercadorias. Encyclopedia Britannica

## Cultura e Sociedade
Dimona é conhecida por sua comunidade dos Hebreus Negros Israelitas, que vivem principalmente na "Vila da Paz". Essa comunidade mantém práticas culturais e religiosas distintas, contribuindo para a diversidade cultural da cidade. Explanders

## Clima
Situada no deserto de Negev, Dimona possui um clima árido, com verões quentes e secos e invernos amenos. A elevação da cidade proporciona noites mais frescas em comparação com outras áreas desérticas.